# Pegantha cyanostylis
Pegantha cyanostylis är en nässeldjursart som först beskrevs av Johann Friedrich von Eschscholtz 1829.  Pegantha cyanostylis ingår i släktet Pegantha och familjen Solmarisidae. Inga underarter finns listade i Catalogue of Life.